# Toldal
Toldal (węg. Toldalag) – wieś w Rumunii, w okręgu Marusza, w gminie Voivodeni. W 2011 roku liczyła 208 mieszkańców.